# Otok Lord Howe
Otok Lord Howe (angleško Lord Howe Island, nekdaj Lord Howe's Island) je nepravilno oblikovan ognjeniški otok v obliki polmeseca v Tasmanovem morju med Avstralijo in Novo Zelandijo, 600 kilometrov (370 milj) vzhodno od celine, mesta Port Macquarie, in približno 900 kilometrov (560 milj) od otoka Norfolk. Otok je dolg približno 10 km in širok med 2 km ter 0,3 km, s površino 14,55 kvadratnih kilometrov. Od tega je 398 hektarjev poseljenega območja. Vzdolž zahodne obale je peščen, polzaprt lagunski koralni greben, ki nudi zavetje otoku. Večina prebivalstva živi na severu, medtem ko na jugu prevladuje gozdnato gričevje, ki se vzpenja do najvišje točke otoka Mount Gower, visoke 875 m. Otoško skupino sestavlja 28 otokov, otočkov in čeri. Med vsemi ognjeniškimi in neposeljenimi otoki je poleg otoka Lord Howe Island najbolj znan Ball's Pyramid, ki leži približno 23 km jugovzhodno. Na severu je otočje Admiralty Group, gruča sedmih majhnih neposeljenih otokov.
Obstoj otoka je 17. februarja 1788 prvi zabeležil poročnik Henry Lidgbird Ball, poveljnik oborožene spremljevalne ladje HMS Supply, ki je bila na poti iz Sydneya da bi ustanovila kazensko kolonijo na otoku Norfolk. Ob povratku je Ball poslal skupino na obalo otoka Lord Howe Island, da bi ga razglasila za britansko posest. Kasneje je postal pristanišče za industrijo kitolova, od junija 1834 pa je tudi trajno naseljen. Ko je kitolov zamrl, so v 1880. letih pričeli z izvozom endemičnih palm kentija, kar je še danes izjemnega pomena za gospodarstvo tega otoka. Druga pomembna dejavnost je turizem, ki se je začel razvijati po drugi svetovni vojni. 
Otočje Lord Howe Island Group je del zvezne države Novi Južni Wales, za pravne namene pa velja kot neinkorporirano območje. Upravlja ga odbor otoka Lord Howe Island, ki poroča ministru za okolje in dediščino Novega Južnega Walesa. Standardni časovni pas otoka je UTC+10:30 ali UTC+11:00, ko velja poletni čas. Veljavna valuta je avstralski dolar. Letalske linije ga povezujejo z letališči v Sydneyju, Brisbanee, Port Macquaireu in na otoku Norfolk.
Celotno otočje Lord Howe je zaščiteno kot svetovna naravna dediščina. Večino otoka prekriva pragozd s številnimi endemnimi rastlinami in živalmi. Ostale naravne znamenitosti tega otoka so raznolikost pokrajin, raznolikost površja ter oceanskih bazaltov, najjužnejši pas koralnega grebena na svetu, gnezdenje morskih ptic in njegova bogata zgodovinska ter kulturna dediščina. Z zakonom Lord Howe Island Act of 1981 so ustanovili rezervat, ki pokriva približno 70 odstotkov otoka. Obalne vode so prav tako zaščitene, kot morski park Lord Howe Island Marine Park.

## Ekonomija
Prodaja zelenjave, mesa, rib in drugega blaga ladjam je upadla po letu 1870, ko se propadla industrija, povezana s kitolovom. S tako majhno populacijo je zdaj ekonomija na otoku Lord Howe zelo preprosta. Glavna vira prihodkov otočanov sta turizem in izvoz semen ter sadik avtohtone vrste palm Palme Kentie.

### Industrija palm
Prvi, ki je trgoval s palmovimi semeni, je bil Ned King, gorski vodič odprave Williama Fitzgeralda leta 1869 in 1876, ki je semena poslal v sydneyski botanični vrt. Prekomorska trgovina se je začela leta 1880, ko so ugotovili, da ena od štirih avtohtonih vrst palm na otoku (kentija, Howea forsteriana) dovolj odporna oz. prilagojena za nasaditev v Angliji, celinski Evropi in Združenih državah Amerike.
Avtohtona palma kentija (lokalno znana kot »slamnata palma«, ker je bila uporabljena za gradnjo in kritino hiš prvih naseljencev) je danes najbolj popularna dekorativna palma na svetu. Blaga klima na otoku je pripomogla, da je palma vajena tudi manjših količin svetlobe, suhega podnebja in nižjih temperatur; kar se je izkazalo za idealno za notranje zasaditve. Do leta 1980 so prodajali le semena palm, od tedaj naprej pa le visokokvalitetne sadike. Drevesnica je leta 1997 prejela certifikat v potrditev skladnosti z avstralskim standardom kakovosti AS/NZS ISO 9002.

### Turizem
Otok Lord Howe je znan po svojih reliefih, pticah, rastlinah in morskem življenju. Najbolj priljubljene turistične aktivnosti so potapljanje, opazovanje ptic, potapljanje na dah, surfanje, kajaking in ribolov. Da ne bi prihajalo do prezasičenosti otoka s turisti in posledično prevelike obremenitve okolja, je določeno, da je lahko isti čas na otoku le 400 turistov. Otok je dostopen z letali iz Sidneya ali Brisbanea v manj kot dveh urah. Odbor za dolgotrajno ohranitev rezervata je leta 1981 razglasil podrobne smernice za upravljanje narodnega parka.

## Infrastruktura
Z manj kot 800 ljudmi na otoku v kateremkoli trenutku je tudi infrastruktura omejena. Imajo pekarno, mesarja, špecerijo, trgovino z alkoholom, restavracije, pošto, muzej, informacijski center, policijo, bankomat in bowling klub. Zaloge pridejo na otok vsakih 14 dni iz pristanišča Macquarie. Na otoku je tudi majhna zdravniška ordinacija oz. klinika ter botanični vrt z lokalnimi rastlinami. Javnega prevoza ne poznajo. Prav tako na otoku ni signala za mobilne telefone, imajo pa javne telefonske govorilnice in internetno povezavo. Na otoku delujeta lokalna radijska postaja in časopis The Signal.
Turisti se lahko nastanijo v luksuznih kočah, apartmajih in vila-blokih. Denarna valuta je avstralski dolar. Na otoku sta dve banki. Ni urejenih kampov, tudi taborjenje v odročnih območjih je prepovedano. Da bi zaščitili občutljivo okolje Ball's Pyramid, kjer uspeva zadnja prostoživeča populacija ogroženih paličnjakov, imenovanih prav po tem otočju, je rekreativno plezanje prepovedano. Za hišne ljubljenčke potrebujejo posebno dovoljenje. Otočani načeloma uporabljajo deževnico, iz vrtine pa pridobijo dovolj vode tudi za prhanje, pranje oblačil ipd.

## Aktivnosti
Zaradi kratkih razdalj med kraji na otoku je kolesarjenje glavni način transporta na otoku. Turistične aktivnosti zajemajo golf (9 lukenj), tenis, ribolov (vključno z globokomorskim ribolovom), jadranje, deskanje, kajtanje, vožnje s kanujem in izlete z ladjo (vključujoč turistično ladjo s steklenim dnom). Popularno je tudi plavanje, potapljanje in potapljanje na dah. Potapljačem je na voljo razgibano morsko dno z veliko jarkov in podvodnih jam.
Vodeni izleti popeljejo obiskovalce po eni od mnogih pešpoti na otoku. Najzahtevnejši je osemurni vzpon na vrh gore Gower. 